# Egerbakta
Egerbakta est un village et une commune du comitat de Heves en Hongrie.